# San-Giovanni-di-Moriani
San-Giovanni-di-Moriani (korziško San Ghjuvanni di Moriani) je naselje in občina v francoskem departmaju Haute-Corse regije - otoka Korzika. Leta 1999 je naselje imelo 85 prebivalcev.

## Geografija
Kraj leži v severovzhodnem delu otoka Korzike 47 km južno od središča Bastie.

## Uprava
Občina San-Giovanni-di-Moriani skupaj s sosednjimi občinami Cervione, Sant'Andréa-di-Cotone, San-Giuliano, Santa-Lucia-di-Moriani, Santa-Maria-Poggio, San-Nicolao, Santa-Reparata-di-Moriani in Valle-di-Campoloro sestavlja kanton Campoloro-di-Moriani s sedežem v Cervionu. Kanton je sestavni del okrožja Corte.
1. ↑  »Populations légales 2016«. Nacionalni inštitut za statistične in gospodarske raziskave. Pridobljeno 25. aprila 2019.